# Dagmar Rosenfeld
Dagmar Rosenfeld (ur. 1974 w Kolonii) – niemiecka dziennikarka, redaktor naczelna Welt am Sonntag (od 2022).

## Życiorys
Pochodzi z niemiecko-włoskiej rodziny. Po maturze rozpoczęła studia germanistyczne i historyczne na Uniwersytecie w Kolonii. Po studiach zaczęła współpracę z berlińskim dziennikiem Der Tagesspiegel, a w 2009 roku dołączyła do działu politycznego tygodnika Die Zeit. W 2016 roku została zastępcą redaktora naczelnego WeltN24. Od 2019 do 2021 była redaktorem naczelnym dziennika Die Welt, a od 2022 roku kieruje redakcją jego niedzielnego wydania – Welt am Sonntag.
Współautorka (wraz z Robinem Alexandrem) cotygodniowego podcastu politycznego Machtwechsel. Prowadzi wraz z Markusem Feldenkirchenem polityczny talk-show #rosenfeld/feldenkirchen na antenie telewizji Phoenix
Jej mężem w latach 2011–2020 był przewodniczący FDP i minister finansów RFN Christian Lindner.